# Josep Elies i Bosquets
Josep Elies i Bosquets (Begur, Baix Empordà, segle xviii -- Barcelona, Barcelonès, segle xix), va ser un advocat que participà en la guerra del Francès.
L'any 1809, durant la guerra de la independència, s'uní al sometent d'ajut a Girona i contribuí a organitzar-hi un cos d'exèrcit de reserva amb el sometent de l'Empordà, que comandava Joan Clarós. Mentre fou síndic de l'ajuntament de Barcelona (1821-1823), tractà amb el mariscal Moncey sobre la capitulació d'aquesta ciutat davant les tropes franceses. Després d'un exili, fou promotor fiscal de l'audiència de Barcelona.